# Korea Institute for Advanced Study

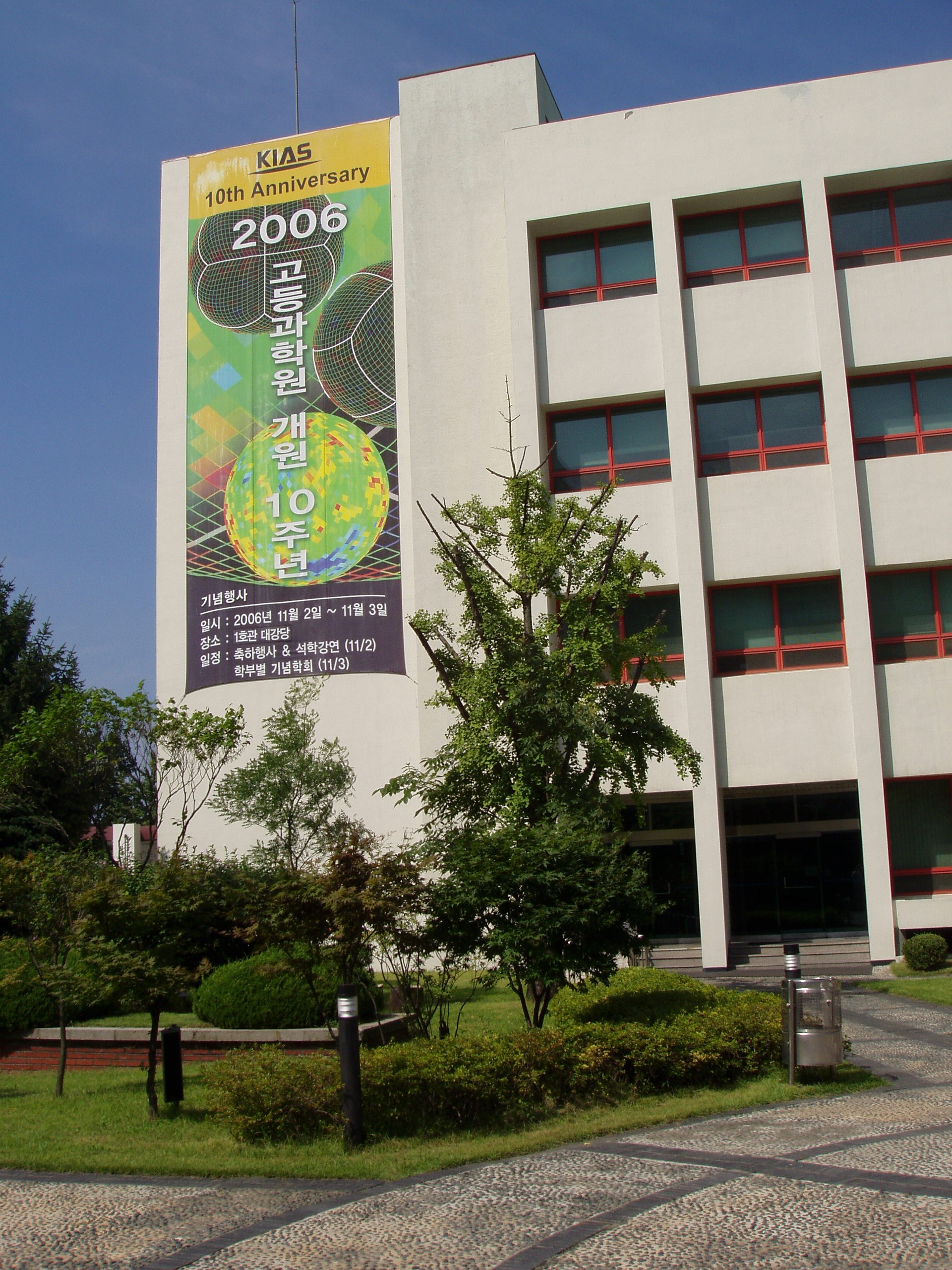
Coreia do Instituto de Estudos Avançados

O Instituto da Coreia Para Estudos Avançados (한국 고등 과학원 KIAS 韩国 高等 科学院) é um instituto de pesquisa de matemática, física e quantitativa ciências em Seul.